# سیننستین
سیننستین (به انگلیسی: Sinensetin) با فرمول شیمیایی C۲۰H۲۰O۷ یک ترکیب شیمیایی با شناسه پاب‌کم ۱۴۵۶۵۹ است. که جرم مولی آن ۳۷۲٫۳۶ g/mol می‌باشد. 